# Lao Ga
Die Lao Ga (auch Lao Gao, Thai ลาวกา) sind eine Ethnie der Lao, die in der thailändischen Provinz Uthai Thani siedelt.

## Verbreitung
Die Lao Ga siedeln hauptsächlich im Dorf Ban Tabluang (บ้านทัพหลวง), Amphoe Ban Rai, in der Provinz Uthai Thaini im Chao-Phraya-Becken im unteren Norden Thailands. Die Lao Ga sprechen einen Dialekt des Laotischen und zählen etwa 1.900 Köpfe.

## Geschichte
Die Lao Ga sind Nachkommen von Sklaven und Zwangsarbeitern, die aus Laos und dem Nordosten nach Zentral-Thailand verschleppt oder umgesiedelt worden waren, nachdem die Siamesen Lan Xang erobert hatten. Dies macht sie  historisch verwandt mit den Lao Wiang. Im Gegensatz zu vielen Lao-Gruppen, die in der Thai-Bevölkerung aufgegangen sind, haben die Lao Ga ihre Identität bis heute bewahren können. Sie haben in der Vergangenheit versucht, ausschließlich untereinander zu heiraten. Erst seit Ende des 20. Jahrhunderts gibt es auch vereinzelt Ehen mit anderen Lao-Gruppen, Thai oder ethnischen Chinesen.

## Kultur
Die Lao Ga praktizieren, wie die Mehrheit in Thailand, den Theravada-Buddhismus. Ihre Kultur ist der der Lao sehr ähnlich.
Die traditionellen Beschäftigungen der Lao-Ga-Frauen sind Spinnen, Weben und Färben. Sie gelten als bewanderte Produzentinnen von Tüchern, Tischdecken und Kissen. Die Männer sind überwiegend in der Landwirtschaft tätig. Sie bauen insbesondere Reis, Mais, Tabak und Zuckerrohr an. Außerdem fangen sie Heuschrecken, Reisfeldratten und rote Ameiseneier, die sie als Delikatessen schätzen.